# Castulo sheperdi
Castulo sheperdi är en fjärilsart som beskrevs av Adalbert Seitz 1914. Castulo sheperdi ingår i släktet Castulo och familjen björnspinnare. Inga underarter finns listade i Catalogue of Life.